# چای‌قوشان کوچک
 چای قوشان کوچک، روستایی است از توابع بخش مرکزی شهرستان گنبد کاووس در استان گلستان ایران.

## جمعیت
این روستا در دهستان آق‌آباد قرار داشته و براساس سرشماری سال ۱۳۸۵جمعیت آن ۹۶۷نفر (۲۱۵خانوار) بوده‌است.